# Советник президента (фильм, 2000)
«Советник президента» (Mail to the Chief, Письмо руководителю) — американо-канадский художественный фильм 2000 года, молодёжная политическая комедия режиссёра Эрика Кампнеллы (Eric Champnella).

## Сюжет
Поздно вечером юный начинающий хакер Кенни по просьбе одноклассницы, очаровательной двоечницы, пытается вскрыть на сайте школы папку с ответами на экзаменационный тест.
Появление мамы заставляет Кенни сделать вид, что он трудится над домашним заданием по предмету «Право» и должен составить обзор мнений телезрителей о вчерашних предвыборных дебатах. Зайдя под отцовским ником в первый попавшийся чат, специализирующийся на политических дискуссиях, Кенни оказывается вынужден под бдительным маминым оком демонстративно поддержать диалог со случайно подвернувшимся в чате собеседником — ещё одним полуночником, называющим себя «Обыкновенный Джо». «Джо» задаётся вопросом: что же такое неправильно сказал или сделал накануне президент страны, добивающийся переизбрания, если после дебатов с сенатором Харрисом его рейтинг упал на несколько процентных пунктов. И Кенни «Большой Джек» Витковски с удовольствием высказывает всё, что он по этому поводу думает сам или услышал от родителей. А парень он неглупый…
На самом деле президенту США только что установили в Овальном кабинете компьютер. Глава государства с понятным любопытством впервые в жизни ныряет в Интернет. Очень довольный анонимностью в Сети, «Обыкновенный Джо» начинает задавать вопросы и сразу же нарывается на собеседника, у которого, похоже, есть на них ответы. При этом «Большой Джек» рассудителен, остроумен и явно не страдает излишней политкорректностью. «Лидер самой могущественной в мире державы» получает, наконец, возможность узнать из первых рук, что действительно думает обычный средний гражданин о нём самом, о политике правительства и его попытках объяснить её избирателям.
Буквально на следующий день, выступая перед собранием профсоюза учителей, президент Осгуд, озадаченный острым и неполиткорректным вопросом из зала, внезапно вспоминает, что именно он вчера прочёл в чате. Отложив подготовленные бумажки, он — к ужасу своих советников — начинает вдохновенно импровизировать на заданную «Большим Джеком» тему. И неожиданно срывает бурную овацию, получает полную поддержку аудитории и заметный рост рейтинга.
Общение в Сети продолжается на постоянной основе. Чем дальше, тем больше главе государства становится очевидно, что очень многие мысли его интернет-собеседника находят живой отклик в сердцах простых американцев. Их президент вдруг заговорил о том, на что они уже устали надеяться.
Так тринадцатилетний восьмиклассник, не имея об этом ни малейшего понятия, начинает оказывать всё более серьёзное и очень успешное влияние на предвыборную кампанию действующего президента Соединённых Штатов.

## В ролях
| Роль               |  | Персонаж |
| ------------------ |  | --- |
| Рэнди Куэйд        |  | Эй. Торнтон Осгуд III, президент Соединённых Штатов Америки; в интернете — «Обыкновенный Джо» (Average Joe)        |
| Билл Свитцер       |  | Кеннет Юджин Витковски, ученик 8-го класса средней школы Дэвидсон; в интернете — «Большой Джек ДаблЮ» (Big Jack W) |
| Джей. Джей. Стокер |  | Майк, одноклассник и лучший друг Кенни                                                                             |
| Эшли Горрелл       |  | Хизер Бойд, одноклассница Кенни                                                                                    |
| Холланд Тейлор     |  | Кэтрин Хорнер, помощник президента                                                                                 |
| Элиша Катберт      |  | Мэдисон Осгуд, дочь президента                                                                                     |
| Дейв Николс        |  | сенатор Харрис, кандидат в президенты                                                                              |
| Крейг Элдридж      |  | Джек Витковски, отец Кенни                                                                                         |
| Кетлин Лэски       |  | Мэгги Витковски, мать Кенни                                                                                        |
| Ричард Макмиллан   |  | мистер Кэмпбелл, учитель права школы Дэвидсон                                                                      |